# مؤتمر صحفي

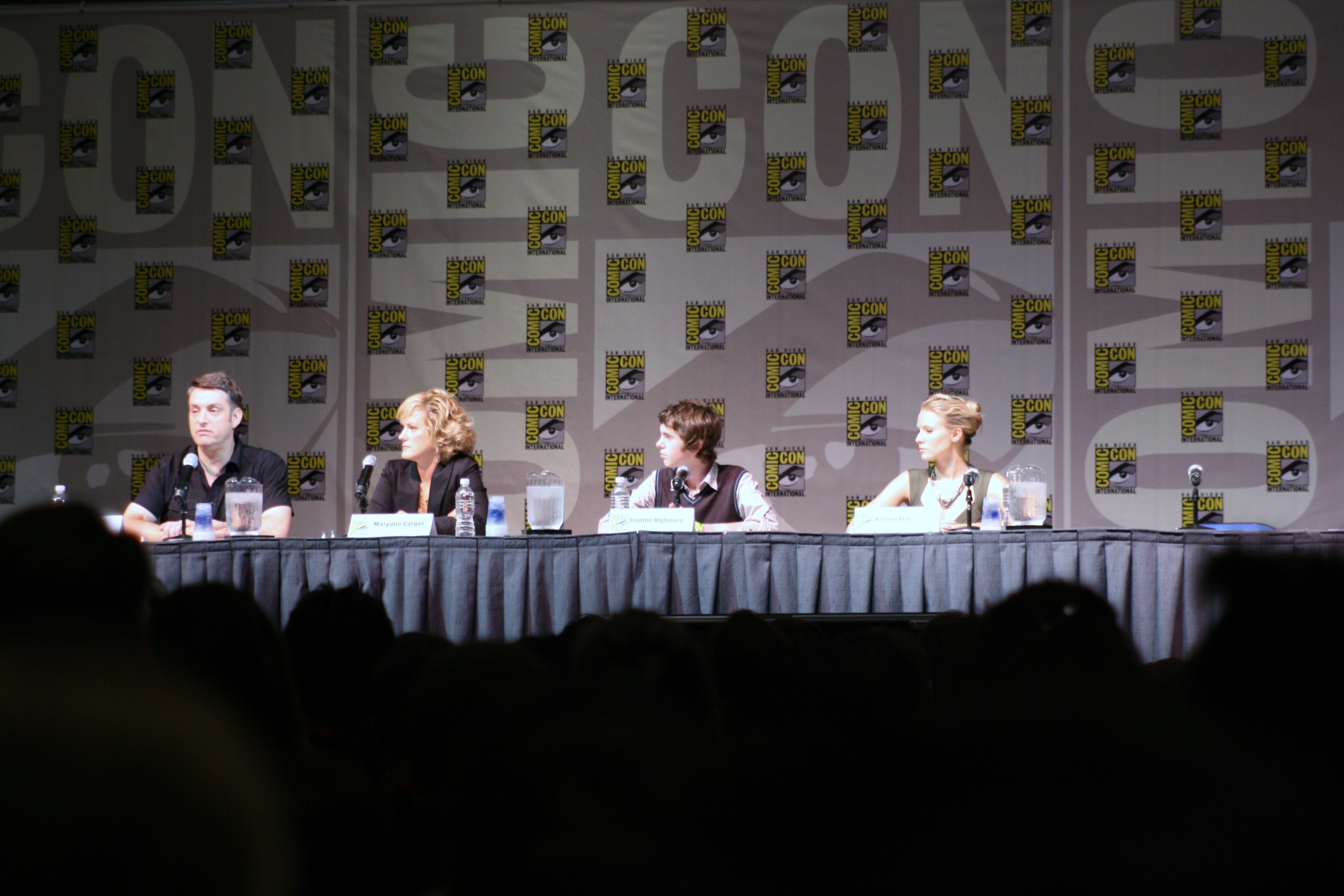

المؤتمر الصحفي هو عبارة عن اجتماع بين الصحفيين من جانب وشخص أو عدة أشخاص من جانب آخر لديهم أخبار تهم الجمهور ويريدون نشرها، حيث يقوم الصحفيون عادة بطرح أسئلة على مقيمي المؤتمر الصحفي (صانعي الحدث).
تختلف المؤتمرات الصحفية في أهميتها فقد تكون اجتماعا بين شخص وعدد من الصحفيين يعدون على الأصابع فيما قد تكون اجتماعا كبيرا يحضره الصحفيون من جميع أنحاء العالم.

## مزايا المؤتمر الصحفي
- فرصة لتوجيه الأسئلة إلى المتحدثين واستيضاح البيانات.
- استدراج المتحدث للحصول على بيانات أكثر.
- إتاحة الفرصة للحضور للتعارف والتلاحم وتبادل المعلومات.
- مواجهة المصدر ومعرفته معرفة شخصية مما يسهل التواصل معه فيما بعد لاستكمال أي معلومة ناقصة أثناء المؤتمر.
- سرعة نقل الخبر أثناء الحدث و خلال عقد المؤتمر مباشرة في ظل كثرة المواقع الإخبارية الإلكترونية وتوفير شبكة الإنترنت بشكل أكبر.